# Zdeněk Kuchyňka
Zdeněk Kuchyňka (* 6. dubna 1954 Strakonice) je český historik a ředitel Sládečkova vlastivědného muzea v Kladně.
Odborně se zaměřuje na archeologii a dějiny raného středověku, stejně jako na historii kladenského regionu. Je autorem řady odborných i popularizačních prací, jako redaktor vede též muzejní ročenku Posel z Budče.
V letech 1995 až 2024 působil jako ředitel Sládečkova vlastivědného muzea v Kladně (do r. 2003 Okresní muzeum Kladno). Současně je členem exekutivy Asociace muzeí a galerií ČR.